# Mafif i Siwa
Mafif i Siwa – u Medżbratów dwaj bracia, którzy ukształtowali świat, stworzyli człowieka i dali mu płody rolne i tekstylia.